# Эксайтер
Эксайтер (англ. exciter — возбудитель) — психоакустический процессор, используемый для гармонического синтеза высокочастотных сигналов путём добавления небольших гармонических искажений.
Динамическая обработка влечёт за собой изменение характеристик эквалайзера, а также уменьшается шум по сравнению с эффектом от работы статического эквалайзера. Эксайтеры также используются для синтеза гармоник низкочастотных сигналов для имитации глубокого баса в небольших динамиках.
В настоящее время название Exciter является торговой маркой фирмы Aphex, поэтому все остальные фирмы, изготавливающие подобные устройства, в настоящее время называют их энхансерами (англ. enhancer — усилитель).

## Принцип действия
В эксайтере используется верхняя составляющая входного сигнала для генерации управляемых искажений, что приводит к созданию новых гармоник с более чистым звуком.  При использовании эксайтера можно менять частоту фильтра от 2 кГц до 6 кГц и выше.

## Реализация
Входной сигнал эксайтера поступает на фильтр, выделяющий из всего звукового спектра только его высокочастотные составляющие. Затем этот отфильтрованный сигнал поступает на элемент, осуществляющий генерацию новых гармоник, после чего в сумматоре добавляется (подмешивается) к исходному сигналу.

## Использование
- Восстановление старых записей, имитируя потерянный спектральный состав.
- Как аудиоаксессуары для аппаратного и программного обеспечения медиа-плееров.
- Эксайтеры иногда продаются в «Stompbox» формате педали, предназначенные для использования с электрической гитарой, басом или электронными клавишными.
- Улучшение общего звучания концертных акустических систем в актовых залах и неприспособленных помещениях.

## Рекомендуемая литература
- Пол Уайт. Творческая звукозапись (часть 05 - Энхансеры). Music4sale. Дата обращения: 23 января 2010. Архивировано из оригинала 26 января 2010 года.